# Újpalota

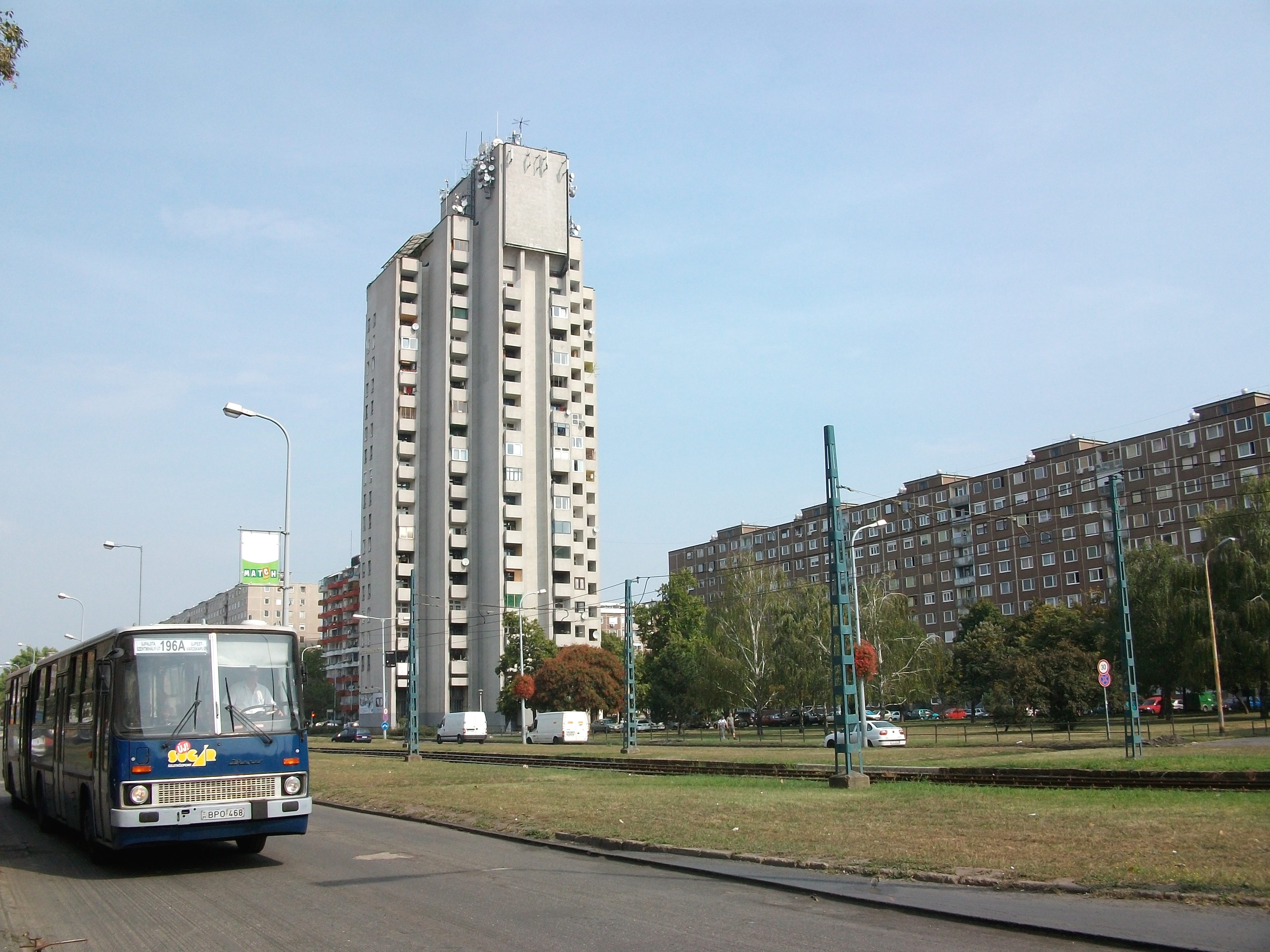
Nejvyšší budova na sídlišti.

Újpalota je panelové sídliště v 15. obvodu hlavního města Maďarska, v Budapešti. Stojí na severovýchodním okraji města.
Sídliště bylo realizováno od roku 1969 na ploše původně užívané jako orná půda, jeho část také zabíral hřbitov. Vzniklo poblíž potoka Szilas-patak. Název Újpalota znamená Nový palác, odkazuje ale fakticky na nedalekou obec Palota (obdobně jako např. Nové Butovice odkazují na vesnici Butovice). Kdysi samostatná obec byla pohlcena šířící se Budapeští.
V oblasti bylo naplánováno 104 panelových domů, v nichž mělo vzniknout celkem 14 105 bytů s průměrnou podlahovou plochou 52,6 m2 (byty mají různé dispozice, jsou jedno-, dvou-, tří- a čtyřpokojové). Sídliště vyprojektoval Tibor Tenke, ale jeho původní projekt byl změněn tak, aby celkový počet bytů dosáhl počet 15 560. Celé sídliště bylo dokončeno roku 1978.
Koncem 70. let 20. století žilo v Újpalotě 60 000 obyvatel z celé země, většinou se sem přistěhovali lidé z místních částí Józsefváros, Kőbánya, Újpest, Kispest a Angyalföld, kde byla zbourána původní, kvalitativně nedostačující zástavba. Statisticky 70 % obyvatel Újpaloty v roce 1975 pracovalo v dělnických profesích, jen 12 % z nich mělo maturitu.
Podle sčítání lidu z roku 2011 měla Újpalota 33 557 obyvatel, což ve srovnání s koncem 20. století představuje značný pokles.